# Giuseppe Tozzoli
Giuseppe Tozzoli (Calitri, 21 agosto 1826 – Calitri, 19 agosto 1881) è stato un politico italiano.

## Biografia
Nacque a Calitri da Francesco e da Serafina Zampaglione. Si laureò in giurisprudenza all'Università di Napoli. Nel 1865 fu deputato al parlamento. Chiusasi, la IX legislatura, il Tozzoli fu rieletto per la X e per la XI legislatura, e tenne il mandato politico fino a novembre del 1874 quando lasciò il collegio a Francesco De Sanctis. Il mandamento di Lacedonia lo mandò dal 1867 al 1871 come suo rappresentante al Consiglio Provinciale, dove si distinse e con votazione unanime fu chiamato, nella tornata dell'8 settembre 1868, al seggio presidenziale.
Morì il 19 agosto 1881.